# 幽明志怪シリーズ
『幽明志怪シリーズ』（ゆうめいしかいシリーズ）は、津原泰水による日本の小説のシリーズ。集英社および筑摩書房より刊行されている。

## 概要
猿渡という男を語り手とした（一部例外あり）短篇の連作。ホラーともミステリーともつかぬ不可思議なストーリー、主人公猿渡の飄々とした語り口（作者曰く、「センテンスの長い、饒舌で脇道に逸れがちな、それでいて度忘れの多い文章」）が特徴である。
各短編は時系列順には収録されておらず、『猫ノ眼時計』巻末の年表で正確な時系列を確認することが出来る。
2012年刊行の第3巻『猫ノ眼時計』で完結とされていたが、2019年11月、著者の開講する文章講座の同人誌『エビス・ラビリンス』に、新作短篇「エルビスさんの帽子」が寄稿された。

## あらすじ
以下を参照。
- 蘆屋家の崩壊#各話あらすじ
- ピカルディの薔薇#各話あらすじ
- 猫ノ眼時計#各話あらすじ

## 主な登場人物
猿渡（さるわたり）
本シリーズの主人公にして、一連の作品の語り手（『夕化粧』を除く）。ただし『新京異聞』のみ別人格（後述）。
過半の作品において「三十路を越えて定職につけずにいるぐうたら」。後に小説家となり所帯を持つ。
瀬戸内の離島、零落れた網元の家系の出。父親は中学時代に他界。母親、妹、弟がいる。高校時代は本土へ通学、大学進学時に上京した。
豆腐が大好物であり、食い道楽、大酒飲み。祖父の影響で歌舞伎などの古典芸能に詳しく、読書家でもある。カメラや自動車への関心も強い。作中、自動車はたびたび事故等により乗り換えている。
下の名前は設定されていない。また「猿渡」という名前は著者が近所の表札から拝借したものだという。
『新京異聞』のみ舞台となる年代が異なり、この「猿渡」は「恐らく彼の祖父」とされている。
伯爵（はくしゃく)
怪奇小説家としてその筋では有名で、黒尽くめの服装と長身から「伯爵」と綽名されている。ただし『新京異聞』のみ別人格（後述）。
大宮在住。猿渡とは交通事故を機に知り合い、共に豆腐好きであることから親しくなる。目指す食べ物のためなら労を厭わないという点でも意気投合し、猿渡は無職であった時期にはしばしば、各地の名物を目的に取材旅行に同行した。
『新京異聞』のみ舞台となる年代が異なり、本作の「猿渡」同様にこの「伯爵」も他作品とは別人という体裁となっている。「猿渡」の学生時代の先輩で、新京交響楽団の常任指揮者。
モデルは小説家の井上雅彦。
五十嵐 アイダベル（いがらし アイダベル）
『日高川』『城と山羊』『続・城と山羊』に登場。
鳥取にある旅館の娘。元シンガー／ソングライターで、猿渡は20代の頃、彼女の全国ツアーにベーシストとして参加したことがある。伯爵の熱烈なファン。奇矯な性格で、猿渡は彼女を清姫に擬えている。パイロキネシスの持ち主との疑惑がある。
奈々村（ななむら）
『奈々村女史の犯罪』『ピカルディの薔薇』『夢三十夜』に登場。
伯爵の、後に猿渡の担当編輯者。猿渡曰く、「そのうち書かせたいと思う題材を律儀に予告してくる習性」がある。奈々緋沙緒という歌手の伯母がいる。中井英夫『虚無への供物』の登場人物である奈々村久生の姪。
エキセントリックな性格。著者の「週刊小説」での担当編輯者が原型となっている。
伊予田（いよだ）
『猫背の女』『埋葬蟲』『玉響』『猫ノ眼時計』に登場。
猿渡の大学時代からの友人。渋谷にある「雑賀昆虫普及社」勤務。仕事で訪れたマダガスカルで、同行した部下と共に蟲に寄生される（『埋葬蟲』）。後にこれが原因と思われる偏頭痛を起こし入院、苦痛のあまり医薬品を手当たり次第に濫用し心不全で死亡する（『玉響』）。
秦 遊離子（はた ゆりこ）
『蘆屋家の崩壊』『城と山羊』『続・城と山羊』に登場。
どこか人間離れしたような美女。猿渡とは大学時代の同級生であり、交際していたが突然退学。猿渡は彼女の暮らす福井県小浜市の集落を訪れ、10年ぶりの再会を果たすが、血の混淆を恐れる家族に襲われ、命からがら逃げ出す。集落は蘆屋道満（秦道満）こと道摩法師の末裔の村であり、霊力を保つための近親婚の風習があった（『蘆屋家の崩壊』）。後に瀬戸内の也美乃島で偶然に再会。実兄であり夫でもある三千崇が営む豊穣苑という団体で、邪教の巫女となっていた（『城と山羊』『続・城と山羊』）。
落合 花代（おちあい はなよ）
『カルキノス』『ケルベロス』に登場。
「スクリーム・クイーン」の異名をとる女優。猿渡と伯爵とは怪奇映画祭で知り合う。葉子という双子の妹がいる。
津原泰水の他作品にも名前が登場する。

## 作品一覧
- 蘆屋家の崩壊
- ピカルディの薔薇
- 猫ノ眼時計
- エルビスさんの帽子 - 同人誌『エビス・ラビリンス』（2019年11月、津原泰水文章講座）に収録。
- Flickers of Light - 「反曲隧道」（『蘆屋家の崩壊』収録）英訳。台湾の文芸サイトASYMPTOTEJOURNAL.COMに掲載。